# Euryomyrtus leptospermoides
Euryomyrtus ramosissima là một loài thực vật có hoa trong Họ Đào kim nương. Loài này được (C.A.Gardner) Trudgen mô tả khoa học đầu tiên năm 2001.